# 앤서니 기든스
앤서니 기든스 남작(영어: Anthony Giddens, Baron Giddens, 1938년 1월 18일 ~ )은 영국의 사회학자이다.
70년대 이후 발표한 구조화 이론(Structuration Theory)과 《제3의 길》 등으로 잘 알려져 있다.
1996년부터 2003년까지 런던 정치경제대학교 학장(Director)을 지냈으며, 학교의 면모를 일신하여 옥스퍼드, 케임브리지와 어깨를 나란히 하는 데 기여했다는 평가를 받는다.
그 자신이 간추린 대표적 간행물의 목록은 그의 출판물 사이트에서 찾아볼 수 있다.
그는 출판사 폴리티(Polity)의 공동 설립자이기도 하다.

앤서니 기든스 남작(1938년 1월 18일 출생)은 구조이론과 현대 사회에 대한 전체적인 관점으로 유명한 영국의 사회학자이다. 그는 가장 저명한 현대 사회학자 중 한 명으로 여겨지며, 최소 29개 언어로 출판된 최소 34권의 책을 저술했으며, 매년 평균적으로 한 권 이상의 책을 출간하고 있다. 2007년, 기든스는 인문학에서 다섯 번째로 많이 인용된 책의 저자로 선정되었다. 그는 전 세계 약 20개 대학에서 학술 임명을 받았으며, 수많은 명예 학위를 받았다.
그의 작품은 네 단계로 나뉜다:
첫 번째 출판물은 고전에 대한 비판적 재해석을 바탕으로 사회학이 무엇인지에 대한 새로운 비전을 제시하고, 그 분야에 대한 이론적 및 방법론적 이해를 제시하는 것이었다. 그의 주요 출판물로는 자본주의와 현대 사회 이론(1971)과 선진 사회의 계급 구조(1973)가 있다.
두 번째 단계에서 기든스는 어느 쪽에도 우선권이 부여되지 않는 대리와 구조에 대한 분석인 구조이론을 발전시켰다. 그 당시 그의 저서로는 사회학적 방법의 새로운 규칙(1976), 사회 이론의 중심 문제(1979), 사회 헌법(1984) 등이 있으며, 이는 그에게 사회학 분야에서 국제적인 명성을 가져다주었다.

기든스의 학문적 작업의 세 번째 단계는 현대성, 세계화, 정치, 특히 현대성이 사회와 개인 생활에 미치는 영향에 관한 것이었다. 이 단계는 포스트모더니즘에 대한 그의 비판과 새로운 "유토피아적 실재론자"에 대한 논의에 반영되어 있다. 정치에서의 세 번째 방식: 현대성의 결과 (1990), 현대성과 자아 정체성 (1991), 친밀감의 변화 (1992), 좌우를 넘어서 (1994), 그리고 세 번째 방식 (1998)에서 볼 수 있다.
가장 최근 단계에서 기든스는 세계 사회의 진화와 관련된 보다 구체적인 문제들, 즉 환경 문제에 주목했다. 특히 그의 저서 "기후 변화의 정치학" (2009), 격동적이고 강력한 대륙에서의 유럽 연합의 역할과 본질 (2014), 그리고 일련의 강연과 연설에서 디지털 혁명의 본질과 결과에 대한 논의에 중점을 두었다.
기든스는 1997년부터 2003년까지 런던 정경 대학의 학장을 역임했으며, 현재 사회학과 명예교수로 재직 중이다. 그는 케임브릿지 킹스 칼리지의 종신 연구원이다. 오픈 강의 계획서 프로젝트에 따르면, 기든스는 사회학 과목에서 대학 강의 계획서에 가장 자주 인용되는 저자이다.

## 생애
기든스는 1938년 1월 18일 영국 런던 북부 에드먼턴(Edmonton, London)에서 런던여객운송본부(London Passenger Transport Board) 직원의 2남 중 장남으로 태어났다. 그는 민첸든 그래머스쿨(Minchenden Grammar School)을 다녔다.
기든스는 가족 중 유일하게 대학에 진학해 헐 대학교(University of Hull)에서 사회학과 심리학을 전공하고, 1961년 런던 정치경제대학교에서 사회학 석사학위를 받았다.
1961년부터 레스터 대학교(University of Leicester) 사회학과에서 사회심리학을 가르치며 연구를 진전시켰는데, 이곳에서 노르베르트 엘리아스를 만나 영향을 받았다. 1970년 이후로 케임브리지 대학교 교수, 런던 정치경제대학교 학장을 거쳐 현재 런던 정치경제대학교 명예교수로 봉직하고 있다. 당시 영국 대학에는 사회학과가 많지 않았으며, 케임브리지 대학교에도 사회학과가 없었다. 이 점을 감안한다면 기든스가 영국의 사회학 발전에 큰 공을 세웠다고 할 수 있다. 기든스는 1972년에 케임브리지 대학교 킹스 칼리지에서 박사학위를 받고 본격적으로 연구와 저작에 집중했다.
기든스는 30권이 넘는 책을 출간했으며 《New Statesman》에 정기 기고를 하는 등 저널리즘 활동도 왕성하게 해 왔고, 1985년에는 출판사 폴리티(Polity)를 설립하여 이사로 활동하고 있다. 폴리티는 매년 80권 이상의 책을 발간하면서 영국에 하버마스, 부르디외, 보드리야르 등과 같은 독일과 프랑스 지식인들을 소개하는 등 활발한 활동을 하고 있다. 기든스는 명예 박사학위를 15개 받았으며, 그의 저서 《Sociology》는 30개 언어로 번역되어 60만 부 이상 판매되는 기록을 세웠다.
2004년에는 노동당 소속으로 상원에 진입하면서 종신남작(life peer)에 임명되었다.
예전부터 김대중 전 대통령과 연을 맺어, 2022년엔 김대중학술원의 해외 고문 중 한명이 되었다.

1938년 1월 18일생 기든스 런던 에드먼턴에서 태어나고 자랐으며, 런던 교통국 직원의 아들로 중산층 이하 가정에서 자랐다. 그는 민첸덴 문법 학교에 다녔다. 그는 가족 중 최초로 대학에 진학한 사람이었다. 기든스는 1959년 헐 대학교에서 사회학 및 심리학 공동 학사 학위를 받았으며, 데이비드 록우드와 애셔 트롭이 감독하는 런던 정경대학에서 석사 학위를 받았다. 그는 나중에 케임브리지 킹스 칼리지에서 박사 학위를 취득했다. 1961년, 기든스는 레스터 대학교에서 사회심리학을 가르치기 시작했다. 레스터에서 그는 노버트 엘리아스를 만나 자신의 이론적 입장을 연구하기 시작했다. 1969년, 기든스는 케임브리지 대학교의 직책으로 임명되었으며, 이후 사회정치학 위원회(SPS, 현재 HSPS)를 설립하는 데 기여했다.
기든스는 케임브리지 대학교 킹스 칼리지의 펠로우로 수년간 근무했으며 1987년 정교수로 승진했다. 그는 폴리티 프레스(1985)의 공동 창립자이다. 1997년부터 2003년까지 런던 정경대학의 이사이자 공공정책연구소 자문위원회 위원을 역임했다. 토니 블레어와도 인연이 있었지만 직접적인 자문위원은 아니었다. 그는 또한 영국 정치 토론에 적극적으로 참여하여 중도 좌파 노동당을 지지하는 언론 출연과 기사(많은 기사가 뉴 스테이츠맨에 게재됨)를 발표했다.
그는 2004년 6월 런던 엔필드 자치구 사우스게이트의 기든스 남작으로 종신 귀족 지위를 받았다 노동당 상원의원으로 활동하고 있다. 그는 많은 학문적 영예를 받고 있다.

## 작업

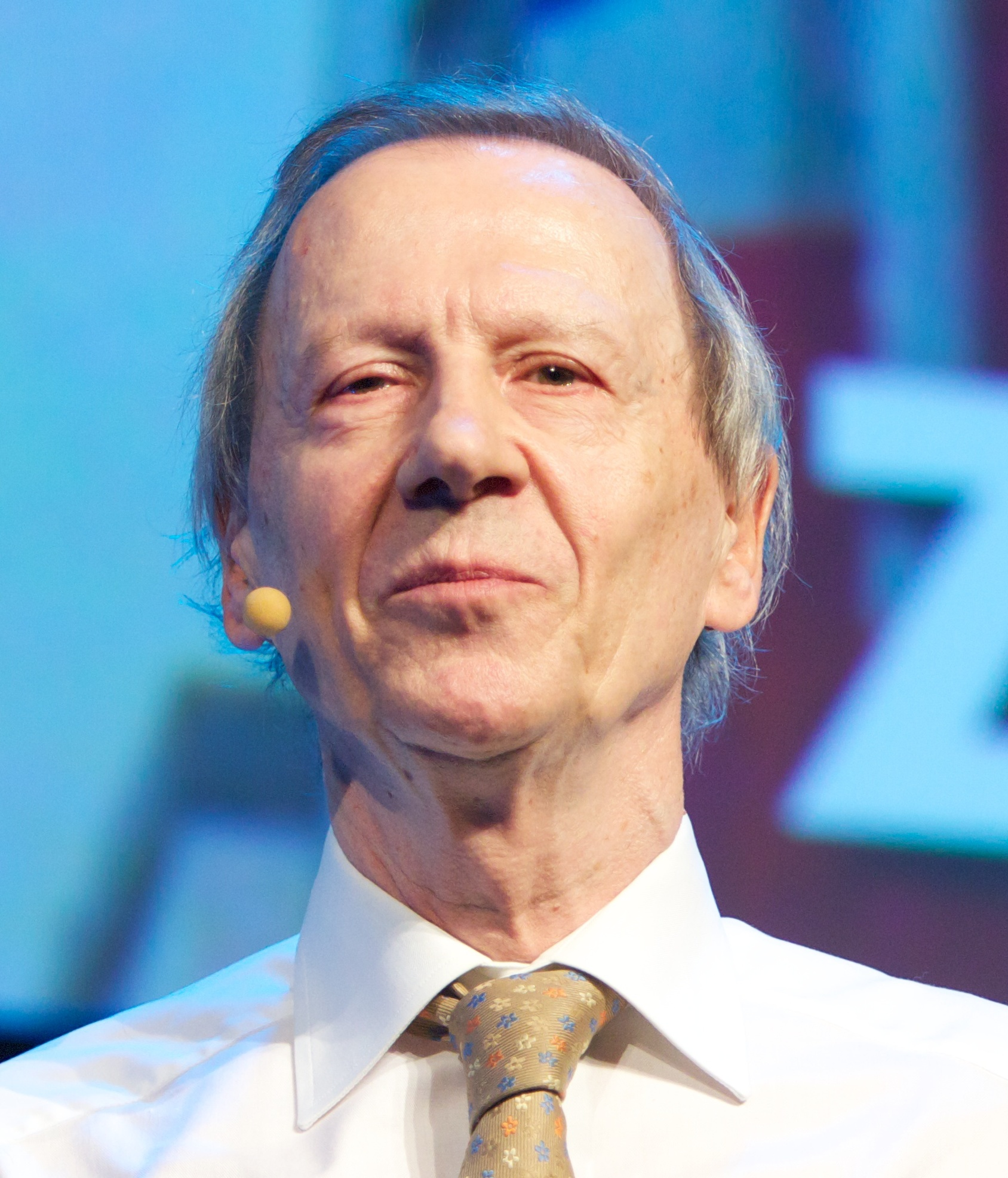
2011년 배출 제로 자원 기구 회의의 기든스

### 개요
34권 이상의 책과 200편 이상의 논문, 에세이 및 리뷰를 저술한 기든스는 연구 설계와 방법을 제외하고 사회과학 분야에서 가장 주목할 만한 발전에 기여하고 글을 썼다. 그는 대부분의 주요 학교와 인물에 대한 논평을 작성했으며, 미시사회학과 거시사회학에서 대부분의 사회학적 패러다임을 사용했다. 그의 저술은 추상적이고 메타이론적인 문제부터 매우 직접적이고 '현실적인' 학생용 교과서까지 다양하다. 그의 교과서인 사회학(제9판, 폴리티)은 100만 부 이상 판매되었다. 마지막으로, 그는 학제 간 접근 방식으로도 유명하다. 기든스는 사회학뿐만 아니라 인류학, 고고학, 심리학, 철학, 역사학, 언어학, 경제학, 사회복지학, 그리고 가장 최근의 정치학 분야의 발전에 대해서도 언급했다. 그의 지식과 업적을 고려할 때, 그의 생애 대부분의 작품을 사회학 이론의 대규모 종합의 한 형태로 볼 수 있다.

### 사회학의 본질
1976년 이전에 기든스의 대부분의 글은 다양한 작가, 학교, 전통에 대해 비판적인 논평을 제공했다. 기든스는 당시 지배적이었던 구조적 기능주의(탈콧 파슨스로 대표됨)에 반대하는 입장을 취했으며, 진화론과 역사적 유물론을 비판했다. 자본주의와 현대 사회 이론(1971)에서 그는 막스 베버, 에밀 뒤르켐, 칼 마르크스의 연구를 검토하며, 접근 방식이 다르더라도 각자 자본주의와 사회 생활 사이의 연관성에 관심이 있다고 주장했다. 기든스는 권력, 현대성 및 제도의 사회적 구성을 강조하며, 사회학을 다음과 같이 정의했다: "[지난 2~3세기 동안의 산업적 변화가 가져온 사회 제도에 대한 연구"
새로운 사회학적 방법의 규칙(1976)에서 기든스는 1895년 뒤르켐의 사회학적 방법의 규칙을 암시하는 제목으로 사회학이 어떻게 이루어져야 하는지 설명하려고 시도했으며, 사회의 큰 그림을 바라보는 거시적 수준의 연구를 우선시하는 이론가들과 미시적 수준을 강조하는 이론가들 사이의 오랜 분열을 다루었다. 새로운 규칙에서 그는 뒤르켐이 발명한 기능주의적 접근 방식이 사회를 개인에게 환원할 수 없는 현실로 취급했다고 언급했다. 그는 사회가 어떻게 작동하는지 예측하려는 뒤르켐의 사회학적 실증주의 패러다임을 거부하고 개인이 이해하는 의미를 무시했다. 기든스는 다음과 같이 언급했다: "사회는 형태만 있으며, 그 형태는 사람들이 하는 일에서 구조가 생산되고 재생산되는 한 오직 사람들에게만 영향을 미친다."
기든스는 뒤르켐을 개인의 대리인과 동기를 이해하는 데 중점을 둔 베버의 접근 방식인 해석 사회학과 대조했다. 그의 분석에서 그는 사회가 집단적 현실은 아니지만 개인을 분석의 중심 단위로 취급해서는 안 된다고 말하며 이러한 두 가지 접근 방식을 모두 거부한다. 오히려 그는 해석 사회학의 해석학적 전통 논리를 사용하여 사회학 이론에서 대리인의 중요성을 주장하며 인간 사회 행위자는 항상 자신이 하는 일에 대해 어느 정도 인정받아야 한다고 주장한다. 따라서 사회 질서는 자동 진화적 대응이 아니라 사전에 계획된 사회적 행동의 결과이다. 자연 과학자들과 달리 사회학자들은 사회 세계를 해석해야 하는데, 이는 이미 사회에 거주하는 행위자들에 의해 해석된다. 기든스에 따르면 조사의 주요 단위인 사회적 실천에는 구조적 구성 요소와 대리인 구성 요소가 모두 존재하는 이중성이 있다. 구조적 환경은 개인의 행동을 제한하지만 이를 가능하게 하기도 한다. 그는 또한 특정 형태의 사회 순환이 존재한다고 언급했다. 사회학적 개념이 형성되면 일상 세계로 다시 필터링되어 사람들의 사고 방식을 바꾼다. 사회적 행위자는 반사적이며 활동의 지속적인 흐름과 구조적 조건을 모니터링하기 때문에 진화하는 이해에 따라 행동을 조정한다. 그 결과 사회에 대한 사회과학적 지식은 실제로 인간 활동을 변화시킬 것이다. 기든스는 사회과학적 지식과 인간 실천 사이의 이 2계층적이고 해석적이며 변증법적인 관계를 이중 해석학적이라고 부른다. 기든스는 또한 권력, 즉 목적의 중요성을 강조하여 모든 사람의 행동에 직접 관여한다. 사회적 및 물질적 세계를 변화시키는 사람들의 변혁적 능력인 힘은 지식과 시공간에 의해 밀접하게 형성된다. 새로운 규칙에서 기든스는 구체적으로 이렇게 썼다:
- 사회학은 미리 주어진 객체의 우주에 관한 것이 아니라, 그 우주는 주체들의 능동적인 행동에 의해 구성되거나 생성되고 있다.
- 따라서 사회의 생산과 재생산은 구성원들의 숙련된 성과로 간주되어야 한다.
- 인간 주체의 영역은 제한되어 있다. 개인은 사회를 생산하지만, 자신이 선택한 조건이 아닌 역사적으로 존재하는 행위자로서 사회를 생산한다.
- 구조는 인간의 주체성에 대한 제약뿐만 아니라 조력자로서도 개념화되어야 한다.
- 구조화 과정에는 의미, 규범, 권력의 상호작용이 포함된다.
- 사회학적 관찰자는 사회생활에 대한 자신의 지식을 자원으로 삼아 조사의 주제로 삼는 것 외에는 관찰 대상으로 사회생활을 활용할 수 없다.
- 삶의 형태에 몰입하는 것은 관찰자가 그러한 특성을 생성할 수 있는 필요한 유일한 수단이다.
- 따라서 사회학적 개념은 이중 해석학을 따른다.

요약하자면, 사회학적 분석의 주요 과제는 다음과 같다:
1. 사회과학의 서술적 금속 언어 내에서 다양한 형태의 생명체에 대한 해석학적 설명과 매개.
2. 인간 기관의 성취된 결과로서 사회의 생산과 재생산에 대한 설명.

### 구조
기든스의 구조 이론 우리의 사회 현실을 형성하는 것이 개인인지 사회적 힘인지에 대한 질문을 탐구한다. 그는 극단적인 입장을 회피하며 사람들이 자신의 행동을 완전히 자유롭게 선택할 수 없고 지식이 제한되어 있지만, 그럼에도 불구하고 사회 구조를 재생산하고 사회 변화를 이끄는 기관이라고 주장한다. 그의 사상은 모더니스트 시인 윌리스 스티븐스의 철학에서 메아리를 발견하는데, 스티븐스는 우리가 세상이 우리에게 작용하는 형태와 우리의 상상력이 세상에 강요하는 질서의 관념 사이의 긴장 속에서 살고 있다고 제안한다. 기든스는 구조와 행동 사이의 연결이 사회 이론의 근본적인 요소이며, 구조와 주체는 서로 분리해서 생각할 수 없는 이중성이며, 그의 주요 주장은 구조의 이중성이라는 표현에 담겨 있다고 썼다. 기본적인 수준에서 이는 사람들이 사회를 만들지만 동시에 그로 인해 제약을 받는다는 것을 의미한다. 행동과 구조는 구조의 배경을 통해서만 의미 있는 형태가 부여되는 동안 행동을 통해 만들어지고 유지되고 변화하기 때문에 별도로 분석할 수 없다. 인과관계의 선은 양방향으로 이어져 무엇이 변화하는지 판단할 수 없다. 기든스는 뉴 룰스의 말에서 다음과 같이 말한다: "[S]사회적 구조는 모두 인간의 주체에 의해 구성되지만 동시에 이 헌법의 매개체이기도 하다."
이와 관련하여 기든스는 구조를 인간의 행동과 관련된 규칙과 자원으로 구성된 것으로 정의한다. 따라서 규칙은 행동을 제약하고 자원은 이를 가능하게 한다. 그는 또한 시스템과 구조를 구분한다. 시스템은 구조적 속성을 나타내지만, 그 자체는 구조가 아니다. 그는 그의 논문 "기능주의: après la lutte (1976)"에서 다음과 같이 지적한다: "사회 시스템의 구조를 조사하는 것은 생성 규칙과 자원을 적용하여 사회적 상호작용에서 그 시스템이 생산되고 재생산되는 방식을 조사하는 것이다."
구조물이 시스템을 생성하고 재생산하는 이 과정을 구조화라고 한다. 여기서 시스템은 기든스에게 "인간 에이전트의 위치한 활동"을 의미한다" (사회 헌법) 그리고 "시공간에 걸친 사회적 관계의 패턴화"" (ibid.). 구조물은 "사회 시스템을 재생산하는 관행에서 개별 행위자가 활용하는 일련의 규칙과 자원"이다. (정치학, 사회학 및 사회 이론) 및 "사회 시스템의 표현에 관련된 생성 규칙과 집합의 시스템" (사회 헌법), 사실상 "시간과 공간을 초월한" 존재 (새로운 규칙). 따라서 구조화는 구조에 형성된 관계가 시간과 장소에 구애받지 않고 존재할 수 있음을 의미한다. 즉, 관계가 생성되는 맥락과는 무관하다. 예를 들어, 교사와 학생 사이의 관계이다. 길거리에서 등 다른 맥락에서 서로 마주쳤을 때도 그들 사이의 계층 구조는 여전히 유지된다.
구조는 행동에 대한 제약으로 작용할 수 있지만 공통된 의미의 틀을 제공함으로써 행동을 가능하게 한다. 언어의 예를 생각해 보세요: 언어의 구조는 특정 단어 조합을 배제하는 구문 규칙으로 표현된다. 그러나 이 구조는 새로운 행동이 발생할 수 있도록 규칙을 제공하여 새롭고 의미 있는 문장을 만들 수 있게 해준다. 구조물은 "단순히 인간의 주체성에 제약을 가하는 것이 아니라 가능하게 하는 것"으로 생각해야 한다. (새로운 규칙). 기든스는 구조(전통, 제도, 도덕 규범 및 기타 기대 세트—이미 확립된 행동 방식)가 일반적으로 상당히 안정적이지만, 사람들이 이를 무시하거나 대체하거나 다르게 재생산하기 시작할 때 의도치 않은 결과를 통해 변화할 수 있다고 제안한다.
배우나 에이전트는 사회화와 경험을 통해 배운 문화에 적합한 사회적 규칙을 사용한다. 이러한 규칙은 자신이 원하는 자원과 함께 사회적 상호작용에 사용된다. 이러한 방식으로 사용되는 규칙과 자원은 결정론적이지는 않지만 지식이 풍부한 배우가 반사적으로 적용한다. 그러나 배우의 인식은 특정 시점에 활동의 세부 사항으로 제한될 수 있다. 따라서 행동의 결과는 완전히 예측할 수 있는 것은 아니다.

### 마이크로와 매크로 간의 연결
구조화는 미시적 및 거시적문제를 종합하는 데 매우 유용하다. 미시적 규모에서 개인의 내적 자아와 정체성 감각 중 하나인 우리가 점점 더 자유롭게 짝을 선택하고 그들과 관계를 맺는 방식을 고려하면 새로운 기회를 창출하는 동시에 관계를 해석하고 유지해야 하는 반사적 프로젝트가 되면서 더 많은 일을 할 수 있다. 동시에 이러한 미시적 수준의 변화는 사람들이 어떻게 살아야 할지에 대한 생각을 자발적으로 바꾸지 않았기 때문에 개인 수준만 보고 설명할 수 없으며, 사회 기관과 국가의 지시를 받았다고 가정할 수도 없다.
거시적 규모에서 보면, 다국적 자본주의 기업과 같은 국가 및 사회 조직 중 하나는 투자와 발전을 위한 방대한 새로운 기회를 제공하는 세계화의 예를 고려할 수 있지만, 1997년 아시아 금융 위기와 같은 위기는 전 세계에 영향을 미쳐 처음 개발되고 지속된 지역 환경을 훨씬 벗어나 개인에게 직접적인 영향을 미칠 수 있다. 이러한 문제에 대한 진지한 설명은 거시적 및 미시적 힘의 네트워크 내 어딘가에 있어야 한다. 이러한 수준들은 연결되지 않은 것으로 취급되어서는 안 되며, 실제로 서로 중요한 관계를 맺고 있다.
이 관계를 설명하기 위해 기든스는 선진국의 결혼에 대한 태도 변화에 대해 논의한다.그는 이 현상을 거시적 또는 미시적 원인으로만 설명하려는 노력은 순환적인 원인과 결과를 초래할 것이라고 주장한다. 사회적 관계와 눈에 보이는 성(미시적 수준의 변화)은 종교의 쇠퇴와 합리성의 상승(거시적 수준의 변화)과 관련이 있지만, 결혼과 성(거시적 수준의 변화)과 관련된 법률의 변화(거시적 수준의 변화)와 함께 다양한 관행과 일상 생활 수준에 대한 태도의 변화(미시적 수준의 변화)가 있다. 관행과 태도는 거시적 현상인 사회 운동(예: 여성해방과 평등주의)에 의해 영향을 받을 수 있다. 그러나 이러한 운동은 일반적으로 일상 생활의 불만, 즉 미시적 규모의 현상에서 비롯된다.

이 모든 것은 점점 더 우리의 주요 정보 제공자 중 하나인 대중 매체와 연결되고 있다. 미디어는 단순히 사회 세계를 반영하는 것이 아니라 현대 반사성의 중심이 되어 적극적으로 형성한다.미디어, 성별, 정체성에서 데이비드 건틀렛은 이렇게 썼다:
| “ | 현대의 다양한 라이프스타일을 전파하는 데 있어 미디어의 중요성은 자명합니다. ... 미디어가 제시하는 다양한 라이프스타일, 혹은 이상적인 라이프스타일은 제한적일 수 있지만, 동시에 우리가 일상생활에서 '우연히 마주칠' 것이라고 생각하는 것보다 훨씬 더 광범위합니다. 따라서 현대 사회의 미디어는 가능성을 제시하고 다양성을 존중하지만, 어떤 관점에서 보느냐에 따라 특정 역할이나 라이프스타일에 대한 편협한 해석도 제시합니다. | ” |

기든스가 탐구한 또 다른 예는 낭만적인 사랑의 출현이다. 기든스(친밀도의 변화)는 자아 정체성의 서사가 등장하는 것과 연결된다. "낭만적인 사랑은 개인의 삶에 서사라는 개념을 도입했다." 섹스의 역사는 열정과 섹스가 현대적인 현상이 아니라는 것을 분명히 보여주지만, 낭만적인 사랑에 대한 담론은 18세기 후반부터 발전했다고 한다. 18세기와 19세기 유럽의 거시적 문화 운동인 낭만주의는 비교적 초기 형태의 대중 매체인 이 소설의 등장을 주도했다. 주류 라이프스타일과 로맨스 소설에 피드백된 소설의 문해력과 인기가 높아지면서 이상적인 낭만적 삶의 서사가 미시적 차원에서 확산되었고, 낭만주의는 결혼형 관계에서 중요하고 인정받는 역할을 하게 되었다.
친밀감의 변화도 고려해 본다. 기든스는 친밀한 사회적 관계가 민주화되어 결혼 내에서도 파트너 간의 유대감이 외부 법률, 규정 또는 사회적 기대와 거의 관련이 없다고 주장하지만, 대신 두 사람 간의 내적 이해, 즉 감정적 의사소통에 기반한 신뢰 유대감에 기반하고 있다. 이러한 유대감이 사라지면 현대 사회는 일반적으로 관계가 해소되는 것을 기뻐한다. 따라서 우리는 "일상생활 속 감정의 민주주의"를 갖게 되었다(Runaway World, 1999).
감정의 민주화, 즉 일상 생활의 민주화는 일상 생활의 다양한 맥락에서 어느 정도 이상적인 것이다. 성적 억압이 일상적인 현상인 현실과 동떨어진 많은 사회, 문화, 맥락이 존재한다. <친밀도의 변화>에서 기든스는 생식과의 본질적인 연결에서 벗어나 혁신과 실험에 열려 있는 성이라는 가소적 섹슈얼리티의 개념을 소개한다. 한때 엘리트에게만 열려 있던 것이 대량 피임의 등장으로 성 정체성과 정체성이 과거보다 훨씬 더 유동적이 되면서 일반화되었다. 이러한 변화는 자아와 자아 정체성에 영향을 미치는 광범위한 변화의 일부이자 일부이다.
필연적으로 기든스는 모든 사회 변화가 미시적 및 거시적 수준의 힘의 혼합에서 비롯된다고 결론지었다.

### 동일성
기든스는 포스트 전통 질서에서 자아 정체성은 반사적이라고 말한다. 이는 일시적인 특성이 아니라 개인의 삶에 대한 설명이다. 기든스는 이렇게 말한다:
| “ | 한 사람의 정체성은 행동에서 발견되는 것도 중요하지만, 다른 사람들의 반응에서 발견되는 것도 아닙니다. 특정한 이야기를 지속적으로 이어가기 위해서는 그 사람의 전기가 전적으로 허구일 수는 없습니다. 이 전기는 외부 세계에서 일어나는 사건들을 지속적으로 통합하고, 이를 자신에 대한 지속적인 '이야기'로 분류해야 합니다. | ” |

그 어느 때보다 우리는 행동의 원인과 결과를 되돌아볼 수 있는 정보에 접근할 수 있다. 동시에 우리는 의도하지 않은 행동의 결과와 전문가의 지식에 의존함으로써 위험에 직면하게 된다. 우리는 우리 자신이 누구인지, 그리고 지금의 위치에 어떻게 오게 되었는지에 대한 일련의 전기적 서사, 사회적 역할 및 생활방식을 만들고, 유지 및 수정한다. 우리는 점점 더 자유롭게 무엇을 하고 싶은지, 누구가 되고 싶은지 선택할 수 있지만, 기든스는 부가 더 많은 선택지에 접근할 수 있다고 주장한다. 그러나 선택의 폭이 넓어질수록 해방감과 동시에 문제가 될 수 있다. 감정적 스트레스와 시간이 증가하여 이용 가능한 선택지를 분석하고 점점 더 잘 알고 있는 선택지나 기든스가 제조 불확실성으로 요약하는 위험을 최소화하는 데 필요한 문제가 발생할 가능성이 높아진다. 이전에는 전통 사회에서 우리는 이러한 서사와 사회적 역할을 제공받았지만, 포스트 전통 사회에서는 보통 스스로 자신을 만들어야 했다. 기든스의 말처럼 "무엇을 해야 할까요? 어떻게 행동해야 할까요? 누구가 되어야 할까요?"는 근대 후기에 살고 있는 모든 사람에게 초점이 되는 질문이며, 우리 모두가 담론적으로 또는 일상적인 사회적 행동을 통해 대답하는 질문이다.

### 현대성
기든스의 최근 연구는 역사의 다양한 지점에서 사회 제도의 특징이 무엇인지에 대한 질문과 관련이 있다. 기든스는 현재 시대를 대표하는 매우 구체적인 변화가 있다는 데 동의한다. 그러나 그는 지금이 포스트모던 시대가 아니라 "근대화된 근대 시대"일 뿐이라고 주장한다. (지그문트 바우만의 액체 근대 개념과 유사하게) 이전 시대를 형성한 동일한 사회적 힘의 확장으로 인해 탄생했다. 그럼에도 불구하고 기든스는 전근대, 근대, 후기 또는 후기 또는 고근대 사회를 구분하며 중요한 변화가 일어났다는 데 이의를 제기하지 않고 그러한 변화에 대해 중립적인 입장을 취하며 전례 없는 기회와 비할 데 없는 위험을 모두 제공한다고 말한다. 또한 그는 근대가 발전되고 탈전통화되며 급진화된 후기 근대에 불과하기 때문에 우리가 실제로 근대를 넘어선 것은 아니라고 강조한다. 따라서 일부 사람들이 포스트모던이라고 부르는 현상은 기든스에게 발전된 근대의 가장 극단적인 사례에 불과한다. 울리히 벡과 스콧 래쉬와 함께 그는 반사적 현대화라는 용어를 두 번째 현대화와 관련된 과정을 보다 정확하게 설명하는 것으로 지지한다. 이는 전통주의에 반대하는 대신 이전 버전에서는 반대하기 때문에 국가, 정당 또는 핵가족과 같은 제도 자체를 위험에 빠뜨리기 때문이다.
기든스는 전통적인 (전근대) 문화와 후기 전통적인 (근대) 문화의 대조에 집중한다. 전통 사회에서는 사용 가능한 선택이 이미 (풍속, 전통 등에 의해) 결정되기 때문에 개인의 행동을 광범위하게 고려할 필요가 없다. 반면, 포스트 전통 사회에서는 법과 여론의 유연성 때문에 사람들(배우나 대리인)이 이전 세대가 설정한 선례에 훨씬 덜 관심을 가지며 더 많은 선택권을 갖게 된다. 그러나 이는 이제 개인의 행동이 취해지기 전에 더 많은 분석과 생각이 필요하다는 것을 의미한다. 기든스가 매료시킨 사회는 국가 통치부터 친밀한 관계에 이르기까지 다양한 사례를 통해 사회를 보다 반사적이고 인식한다. 기든스는 특히 정체성 경험, 친밀감 및 정치 제도의 연결이라는 세 가지 영역을 살펴본다.
기든스에 따르면 근대성의 가장 확실한 속성은 우리가 시간과 공간에 얽매여 있다는 것이다. 전근대 사회에서 공간은 자신이 움직이는 영역이었고 시간은 움직이면서 경험한 것이었이다. 현대 사회에서는 사회적 공간이 더 이상 자신이 움직이는 공간에 의해 설정된 경계에 얽매이지 않는다. 이제 한 번도 가본 적이 없더라도 다른 공간이 어떻게 생겼는지 상상할 수 있다. 이와 관련하여 기든스는 가상 공간과 가상 시간에 대해 이야기한다. 현대성의 또 다른 독특한 속성은 지식의 영역에 있다.
전근대 사회에서는 시간과 공간에서 정의할 수 있는 지식을 소유한 사람이 바로 노인들이었다. 현대 사회에서는 전문가 시스템에 의존해야 한다. 이러한 시스템은 시간과 공간에 존재하지 않지만, 우리는 그들을 신뢰해야 한다. 우리가 그들을 신뢰하더라도 항상 감수해야 할 위험이 있기 때문에 무언가 잘못될 수 있다는 것을 알고 있다. 우리가 사용하고 제약을 수단으로 변환하는 기술에도 위험이 따른다. 따라서 현대 사회에는 항상 불확실성이 높아진다. 이러한 점에서 기든스는 현대를 우주를 여행하는 참을 수 없는 저그너우터와 같은 이미지를 사용한다.
인류는 불확실성을 모두 갖춘 현대 제도가 지속되는 한 그 방향에 영향을 미칠 수 없다. 불확실성은 전문가 시스템을 우리가 익숙한 구조에 다시 포함시킴으로써 관리할 수 있다.
또 다른 특징은 개인 수준과 기관 수준 모두에서 반사성이 향상되었다는 점이다. 후자는 현대 기관과 마찬가지로 항상 기관의 효과를 높이기 위해 기관 자체를 연구하는 구성 요소가 있기 때문에 설명이 필요하다. 언어가 전근대 사회에서 현대 사회로 전환되면서 언어가 점점 추상화되고 대학으로 제도화되면서 이러한 반사성이 향상되었다. 이와 관련하여 기든스는 모든 행동에는 두 가지 해석이 있기 때문에 이중 해석학에 대해 이야기한다. 하나는 자신이 관찰하는 행동에 의미를 부여하려는 조사자의 다른 하나인 배우 자신의 해석이다. 그러나 행동을 수행하는 배우는 조사자의 해석을 알게 되어 자신의 해석 또는 자신의 행동 방침을 변경할 수 있다.
기든스에 따르면 연구자가 인과적 행동 순서를 파악하려고 할 때마다 행위자는 더 이상의 행동 경로를 변경할 수 있기 때문에 사회과학에서 긍정적인 과학은 결코 불가능하다. 그러나 문제는 사회과학의 상반된 관점이 사람들의 무관심을 초래한다는 것이다. 예를 들어 과학자들이 온실효과에 동의하지 않으면 사람들은 그 분야에서 철수하고 문제가 있다는 사실을 부인할 것이다. 따라서 과학이 확장될수록 현대 사회에는 불확실성이 커진다. 이와 관련하여 기든스가 말하는 것처럼 거대 기업은 더욱 교묘해진다:
해방 정치는 삶의 기회를 위한 정치인 반면, 삶의 정치는 생활 방식의 정치입니다. 삶의 정치는 개인적, 집단적 차원에서 사회 활동의 실존적 매개변수를 근본적으로 변화시킨 후기 근대의 시스템인 반사적 동원 질서의 정치입니다. 반사적으로 질서가 잡힌 환경에서 자기실현의 정치를 말하며, 이러한 반사성은 자아와 신체를 글로벌 범위의 시스템과 연결합니다. ... 삶의 정치는 포스트 전통적 맥락에서 자기실현의 과정에서 흘러나오는 정치적 문제와 관련이 있으며, 글로벌라이징의 영향이 자아의 반사적 투영에 깊숙이 침투하고, 반대로 자아실현의 과정이 글로벌 전략에 영향을 미치는 곳입니다.

현대 역사 유물론 비평에서 기든스는 다음과 같이 결론지었다:
1. 사회변화의 전체적인 메커니즘은 존재하지 않으며, 계급 갈등과 같은 보편적인 역사의 동력도 존재하지 않는다.
2. 사회 발전의 보편적인 단계나 주기화는 없으며, 이는 사회 간 시스템과 "시간 공간 가장자리"(외생 변수의 지속적인 존재), 그리고 인간의 주체성과 사회의 고유한 역사성에 의해 배제된다.
3. 사회는 개인의 필요 외에는 다른 필요가 없기 때문에 적응과 같은 개념을 제대로 적용할 수 없다.
4. 자본주의 이전 사회는 계급적으로 나뉘어져 있지만, 자본주의를 통해서만 고유한 계급 갈등, 정치 및 경제 영역의 분리, 자본으로서 자유롭게 소외될 수 있는 재산, 그리고 "자유로운" 노동 및 노동 시장이 존재하는 계급 사회가 존재한다.
5. 계급 갈등은 자본주의 사회에 필수적인 요소이지만, 노동 계급이 보편적인 계급으로 등장하는 것을 보장하는 목적론은 없으며, 자본주의, 산업주의, 관료화, 감시 및 전쟁 산업화로 대표되는 현대 사회의 여러 기반을 부정하는 것을 정당화하는 존재론도 존재하지 않는다.
6. 사회학은 현대성을 가장 먼저 지닌 과목으로서 반성적 현실을 다룬다.

### 제3의 길
후기에 이르러 반사적인 현대성과 scarcity 이후의 경제의 시대에 정치학이 변화하고 있다. 기든스는 "자기실현의 정치"가 "몰입 정치"보다 더 눈에 띄게 될 가능성이 있으며, 새로운 사회 운동이 정당보다 더 많은 사회 변화를 가져올 수 있으며, 자기 성찰적 프로젝트와 성별 및 성적 관계의 변화가 "민주주의의 민주화"를 통해 차이가 해결되고 폭력이나 권위의 명령이 아닌 담론을 통해 명령되는 새로운 하버마시안 "대화 민주주의" 시대로 나아갈 수 있다고 지적한다.
기든스는 과거에 익숙한 반사성과 시스템 통합이라는 주제에 의존하여 사람들을 서로와 그들의 정부에 대한 신뢰와 의존의 새로운 관계로 끌어들이며, 좌파와 우파의 정치적 개념이 많은 요인들로 인해 붕괴되고 있다고 주장한다. 그 중 가장 중심적인 요인은 자본주의에 대한 명확한 대안의 부재와 생활 방식 선택에 기반한 사회 계층에 기반한 정치적 기회의 소멸이다.
기든스는 상황을 설명하는 것에서 벗어나 어떻게 되어야 하는지에 대한 더 까다로운 옹호 시도로 나아간다. 기든스는 1994년 저서 '좌우를 넘어서'에서 시장 사회주의를 비판하고 재구성된 급진 정치를 위한 6가지 틀을 구성한다:
1. 손상된 솔리드를 수리한다.
2. 생명 정치의 중심성을 인식한다.
3. 적극적인 신뢰는 생성적 정치를 의미한다는 것을 받아들인다.
4. 대화 민주주의를 받아들인다.
5. 복지 상태를 다시 생각해 본다.
6. 폭력에 맞서다.

세 번째 방법: 사회민주주의의 갱신(1998)은 기든스가 급진적 중심이라고도 부르는 세 번째 방법이 정당화되는 틀을 제공한다. 또한, 제3의 길은 기든스가 영국 정치에서 "진보적 중도 좌파"라고 부르는 것을 목표로 하는 다양한 정책 제안을 제공한다. 기든스에 따르면, "[제3의 길 정치의 전반적인 목표는 시민들이 세계화, 개인 생활의 변화, 그리고 자연과의 관계라는 우리 시대의 주요 혁명을 헤쳐나갈 수 있도록 돕는 것이다." 기든스는 인류의 미래에 대해 상당히 낙관적인 전망을 유지하고 있다: "마르크스의 프롤레타리아트가 해야 했던 것처럼 인류의 희망을 담을 수 있는 단일 주체, 집단 또는 운동은 없지만, 낙관적인 입장을 제공하는 정치적 참여의 많은 지점이 있다."
기든스는 구조의 이중성이 없는 단일하고 포괄적이며 모든 것을 연결하는 이데올로기나 정치 프로그램의 가능성을 버린다. 대신 그는 사람들이 집, 직장 또는 지역 사회에서 직접적으로 영향을 미칠 수 있는 작은 그림을 추구하는 것을 옹호한다. 기든스에게 이것은 무의미한 유토피아주의와 유용한 유토피아적 리얼리즘의 차이다 그는 "전파만으로도 실현에 도움이 될 수 있는 대안적인 미래"를 구상하는 것으로 정의한다. (현대성의 결과). 유토피아적인 의미에서 그는 이것이 새롭고 특별한 것임을 의미하며, 현실적인 의미에서 이 아이디어는 기존의 사회적 과정에 뿌리를 두고 있으며 단순한 외삽으로 볼 수 있다고 강조한다. 이러한 미래는 녹색, 여성 및 평화 운동과 더 넓은 민주화 운동 내에서 다양하게 표현되는 보다 사회화되고 비무장화되며 행성을 돌보는 글로벌 세계 질서의 중심에 있다.
제3의 길은 유럽, 라틴 아메리카, 오스트랄라시아 등 전 세계의 다양한 중도 좌파 정당에 영향을 미쳤기 때문에 단순한 추상 이론의 작품이 아니었다. 기든스는 영국의 신노동당에 가까웠지만 일상 정치 영역에서 제3의 길에 대한 많은 해석과 분리되었다. 그에게 신자유주의나 자본주의 시장의 지배에 굴복한 것은 아니었다. 요점은 시장 근본주의와 전통적인 하향식 사회주의를 넘어 세계화된 세계에서 중도 좌파의 가치를 평가하는 것이었다. 그는 "금융 시장의 규제는 세계 경제에서 가장 시급한 단일 문제"이며 "자유무역에 대한 글로벌 약속은 필요에 따른 보상보다는 효과적인 규제에 달려 있다"고 주장했다.
1999년, 기든스는 가출 세계를 주제로 한 BBC 리스 강연을 진행했으며, 이후 그 제목의 책으로 출판되었다. 목표는 일반 청중에게 세계화의 개념과 의미를 소개하는 것이었다. 그는 전 세계 여러 곳에서 강의를 진행한 최초의 리스 강사였다. 그리고 연설 중에 들어온 이메일에 가장 먼저 직접 응답했다. 강연은 런던, 워싱턴, 뉴델리, 홍콩에서 진행되었으며 현지 청중들의 반응을 받았다. 기든스는 2002년 아스투리아스 사회과학상을 수상했다. 이 상은 스페인 노벨상으로 분류되었지만 과학 분야를 훨씬 뛰어넘는다. 그 해에 다른 수상자로는 우디 앨런이 포함되었다, 월드 와이드 웹의 발명가 팀 버너스 리 그리고 지휘자 다니엘 바렌보임이다.

## 외부 컨설팅

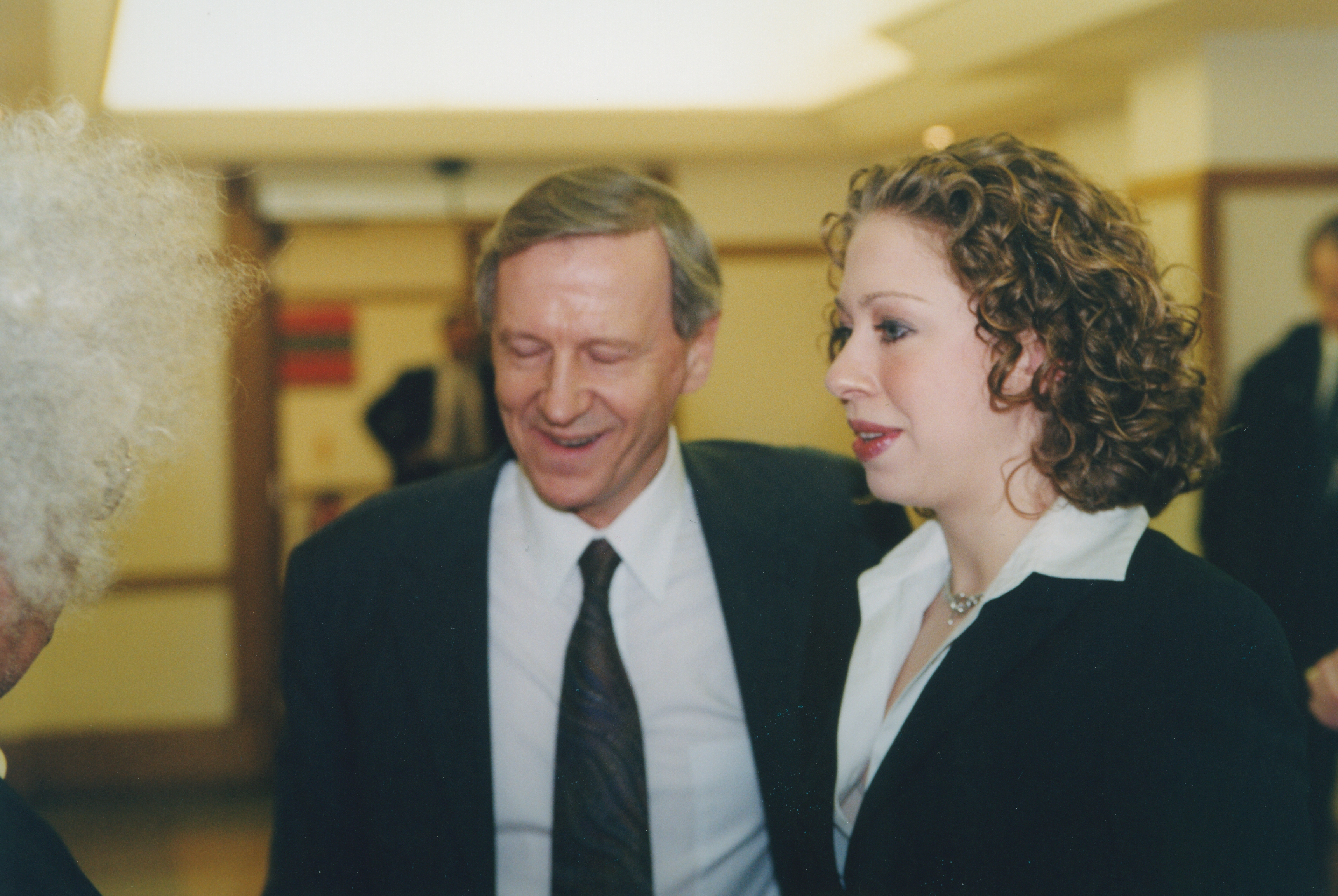
2001년 런던 정경대학의 기든스와 첼시 클린턴

2006년과 2007년에 보스턴에 본사를 둔 컨설팅 회사 모니터 그룹이 주최한 리비아 방문에서 기든스는 무아마르 가디피를 만났다. 기든스는 받은 금전적 보상에 대해서는 언급을 거부했다. 2011년 3월, 가디언은 리비아 정부가 모니터 그룹을 홍보 문제에 대한 자문으로 참여시켰다고 보도했다. 모니터 그룹은 리비아의 이미지를 개선하기 위한 "청소 캠페인"을 벌이는 대가로 200만 파운드를 받았다고 주장했다. 2006년 7월 리비아 고위 관리인 압둘라 세누시에게 보낸 편지에서 모니터 그룹은 다음과 같이 보도했다:
오늘날 리비아에 관심이 있거나 관심이 있는 주요 인물을 식별하기 위해 네트워크 지도를 만들겠습니다. ... 리비아에 관한 논문과 기사를 게재하는 데 관심이 있는 언론인, 학자 및 현대 사상가들을 식별하고 격려할 것입니다. ... 여러 대화 끝에 기든스 경이 7월 리비아 방문 초대를 수락하게 되어 매우 기쁩니다.
기든스의 첫 리비아 방문은 뉴 스테이츠맨, 엘 파이스, 라 베푸블리카,에 기사로 실렸다, 그는 국가가 극적으로 변화했다고 주장했다. 그는 "카다피의 '전환'은 부분적으로는 제재를 벗어나고자 하는 바람에 의해 주도되었을 수 있지만, 그것이 진정성 있고 그 이면에는 많은 동기 부여가 있다는 강한 느낌이 든다. 사이프 카다피는 리비아의 재건과 잠재적 현대화를 이끄는 원동력이다. 그러나 카다피 시니어는 이러한 과정을 승인하고 있다." 두 번째 방문 동안 모니터 그룹은 데이비드 프로스트 경이 주재하는 세 명의 사상가(기든스, 가다피, 지하드 대 맥월드의 저자 벤자민 바버) 패널을 조직했다.
기든스는 가다피와의 만남에 대해 이렇게 말했다: "보통 정치 지도자와 30분 정도 시간을 보냅니다." 그는 또한 다음과 같이 회상한다: "제 대화는 세 번 이상 지속됩니다. 가다피는 편안하고 지적인 대화를 분명히 즐깁니다. 그는 자신의 정치 철학이 이 아이디어의 한 버전이기 때문에 '제3의 길'이라는 용어를 좋아합니다. 그는 많은 지적이고 인식적인 요점을 제시합니다. 저는 활기차고 격려받는 마음으로 떠납니다."

## 반사성 이론
기든스는 반사성을 도입하고 정보 사회에서 정보 수집은 국가를 더 크게 보호하기 위한 일상적인 과정으로 간주된다. 정보 수집은 개인화의 개념으로 알려져 있다. 개인성은 사람들에게 더 많은 정보를 제공함에 따라 개인화의 결과로 나타난다. 정부가 한 사람에 대한 정보를 많이 가질수록 시민에게 더 많은 권리가 부여된다. 정보 수집 과정은 정부가 국가에 대항하는 활동을 계획한 것으로 의심되는 개인을 선별하여 국가의 적을 식별하는 데 도움이 된다. 기술의 등장으로 국가 안보는 완전히 새로운 수준으로 올라섰다. 역사적으로 군대는 위협에 대처하기 위해 무력에 의존해 왔다. ICT의 발달로 생체 인식 스캔, 언어 번역, 실시간 프로그램 및 기타 관련 지능형 프로그램이 과거에 비해 테러 활동을 식별하는 것이 훨씬 쉬워졌다. 생체 인식 데이터베이스에서 알고리즘 패턴을 분석함으로써 정부는 새로운 단서를 얻었다. 시민에 대한 데이터는 신원 확인 및 자격 증명 회사를 통해 수집할 수 있다. 따라서 감시와 ICT는 정보 수집과 함께 이루어진다. 즉, 국가를 보호하기 위해 임박한 공격을 방지하기 위한 엄격한 안전장치만큼이나 정보 수집이 필요하다.

### 높은 기회, 높은 위험 사회에서 살기
기든스는 최근 몇 년 동안 세계화라는 주제를 적극적으로 추구해 왔다. 그는 세계 사회의 상호 의존성이 증가하는 것이 세계 경제의 통합뿐만 아니라 무엇보다도 커뮤니케이션의 대규모 발전에 의해 주도된다고 보고 있다. 그가 세기가 바뀌기 직전에 BBC Reith 강연을 했을 때 언급했듯이, 인터넷은 초기 단계에 있었다. 하지만 이제는 전 세계 사람들과 조직을 일상적으로 연결하고 일상 생활에 깊숙이 침투하는 등 완전히 전례 없는 방식으로 확장되었다. 수십억 명의 사람들이 인터넷에 접속할 수 있으며 그 수는 매일 증가하고 있다. 점점 더 상호 연결되고 유선으로 연결되는 세상은 많은 장점과 혜택을 제공하지만, 새로운 위험도 수반한다. 일부는 전 세계적으로 중요한 역할을 한다. 21세기에는 그 어느 때보다 일자리 기회와 위험이 결합된다. 기든스는 전 세계적으로 "높은 기회, 높은 위험 사회"의 출현을 의미한다. 우리는 인간이 이전에 탐험한 적이 없는 지형에 처해 있는 기회와 위험의 수준에 대해 모두 알고 있다. 과거의 역사를 바탕으로 평가할 수 없기 때문에 많은 기회와 위험이 상당히 새로운 것이기 때문에 균형이 무엇일지 미리 알 수 없다.
기후 변화는 이러한 새로운 위험 중 하나이다. 현대 산업주의가 등장하기 전의 어떤 문명도 우리가 일상적으로 하는 정도의 극히 일부라도 자연에 개입할 수 없었다.
기후 변화는 1990년대 중반부터 기든스의 여러 저서에서 언급되었지만, 2009년 그의 저서 '기후 변화의 정치학'이 출간될 때까지 자세히 논의되지 않는다. 기든스는 기후 변화가 전 세계로 확산됨에 따라 산업 문명의 미래에 근본적인 위협이 된다고 말한다. 그렇다면 그는 왜 전 세계 국가들이 기후 변화의 진전에 대응하기 위해 그렇게 적은 노력을 기울이고 있는지 묻는다. 여러 가지 이유가 관련되어 있지만, 가장 중요한 것은 인간이 유발한 기후 변화 자체의 역사적 새로움이다. 이전의 어떤 문명도 오늘날 우리가 일상적으로 하는 것과 전혀 유사한 수준에서 자연에 개입하지 않았다. 우리는 이러한 문제, 특히 전 세계적 범위 중 하나, 또는 기후 변화가 초래하는 위험에 대처한 경험이 없다. 따라서 이러한 위험은 추상적이고 미래의 어느 시점에 위치해 있다. 기든스의 역설은 다음과 같은 정리로 구성되어 있다. 우리는 기후 변화와 명백하게 연관된 주요 재앙이 발생할 때까지 기후 변화에 적절히 대응하는 것을 미루고 있지만, 정의상으로는 너무 늦었을 것이다. 전 세계 기후 변화를 주도하는 온실가스 축적을 되돌릴 방법이 없기 때문이다. 일부 이러한 가스는 수세기 동안 대기 중에 존재할 것이다.
기든스는 '기후 변화의 정치'에서 1997년 교토 정상회의와 같은 글로벌 환경 회의에 주목하며 선진국들이 배출량을 평균 5.2% 감축할 수 있도록 합의를 도출했다. 교토 의정서는 국제법의 일부가 되어야 하며, 산업 국가에서 배출되는 총 배출량의 최소 55%를 차지하는 선진국들이 가입해야 한다.
최근 작품에서 기든스는 2007년 저서 '글로벌 시대의 유럽'에서 유렵연합의 주제로 돌아갔다. 그리고 다양한 기사에서. 격동적이고 강력한 대륙에서: 유럽의 미래는? 그는 2008년 금융 위기 이후 유럽연합의 미래 가능성에 대해 논의한다. 기든스는 헌신적인 친유럽주의자로 글을 쓰지만, 유럽연합이 정체되거나 더 악화되는 것을 피하려면 근본적인 개혁이 이루어져야 한다는 점을 인정한다. 유로화의 등장은 유로존 국가들 사이에 경제 연방주의를 도입했고, 따라서 유럽연합 전체에 영향을 미쳤다. 본질적으로 제한적일지라도 어떤 형태의 정치 연방주의가 뒤따라야 한다. 개혁은 유럽연합의 역사에서 많이 찾아볼 수 없는 특성을 부여해야 하지만, 이제는 유연하고 신속하게 행동하는 리더십과 시민들의 더 큰 민주적 참여와 같은 유럽연합의 미래를 위해 필요하다. 그러나 그는 또한 유럽연합이 "회원국들이 통제할 수 없었던 일련의 상황들의 연쇄 반응의 결과로 여전히 창립자, 심지어 붕괴할 수 있다"고 강조했다. 2014년 12월, 격동적이고 강력한 대륙은 여러 나라의 회원들로 구성된 심사위원단이 수여하는 유럽 도서상을 수상했다.
최근 몇 년 동안 그는 이전 작품들의 핵심 주제를 계속 추구하면서 디지털 혁명이 세계 사회와 일상 생활에 미치는 영향에 몰두하게 되었다. 그는 이러한 혁명이 인터넷의 등장만으로 식별되어서는 안 된다고 주장하지만, 이는 특별한 일이다. 오히려 디지털 혁명은 인터넷, 로봇 공학, 슈퍼컴퓨터 간의 상호 관계에 의해 주도되는 전 세계적인 거대한 변화의 물결이다. 이미 스마트폰을 소유하고 있는 수십억 명의 사람들이 사용할 수 있는 거대한 알고리즘 파워가 나머지 두 가지를 연결한다.
기든스는 이러한 혁명의 속도와 전 세계적 범위를 인류 역사상 전례가 없는 것으로 보고 있으며, 우리는 아마도 초기 단계에 불과할 것이다. 많은 사람들이 디지털 혁명을 주로 무한한 다양성을 창출하고 기존의 제도와 생활 방식을 해체하는 역할을 하는 것으로 보고 있다. 기든스는 디지털 혁명이 시작될 때부터 전력과 대규모 구조물과도 밀접하게 연결되어 있다고 강조한다. 글로벌 위성 시스템 및 시스템, 지하 케이블 및 슈퍼컴퓨터 밀집 지역과 마찬가지로 미국의 글로벌 파워와 깊이 연결되어 있으며 물리적 형태를 가지고 있다. GPS는 당시 소련이었던 미국과 미국 간의 초강대국 경쟁에서 그 기원을 찾을 수 있다. 디지털 세계는 또한 대중 광고를 통해 자금을 조달받으며 세계 경제에서 대기업의 지배력을 표현하고 있다.
디지털 혁명은 최근 기든스가 높은 기회, 높은 위험 사회의 출현에 몰두하는 중요한 부분을 형성한다. 예를 들어, 이러한 혁명의 도래는 의학의 핵심 영역에서 근본적인 발전을 약속한다. 일상 생활과 사회의 더 큰 기관 모두에서 새로운 위협과 문제가 많이 발생한다. 과학자들은 전 세계적으로 서로 직접 소통할 수 있다. 슈퍼컴퓨터와 유전학의 중첩은 유전 구조를 즉각적으로 해독할 수 있다는 것을 의미하며, 주요 질병 정복에 큰 진전을 가져올 것으로 기대된다. 의료 행위는 원격 모니터링 및 기타 디지털 혁신을 통해 변화할 가능성이 높다. 동시에 디지털 혁명과 범죄, 폭력, 전쟁의 중첩은 만연하고 위험하다. 군사용 드론은 디지털 혁명과 전쟁의 지속적인 개입을 보여주는 한 가지 예일 뿐이다.
인공 지능의 새로운 발전은 이러한 변화를 새로운 사회 변혁의 단계로 이끌 가능성이 높아 보이지만, 현재로서는 그 윤곽이 모호하지만 상당히 심오해 보인다. 슈퍼컴퓨터는 방대한 양의 데이터를 처리할 수 있는 능력 면에서 점점 더 강력해지고 있으며, 양자 컴퓨터는 더 높은 처리 능력을 갖추고 있다. 동시에 혁신적인 사고를 할 수 있는 인공 신경망인 딥러닝도 빠르게 발전하고 있다. 인공지능이 인간의 지적 능력과 얼마나 맞먹거나 심지어 능가할 수 있는지에 대한 전 세계적인 논쟁이 벌어지고 있다. 기든스는 인공지능과 지정학이 "변화의 원이 원점으로 돌아오면서" 다시 한 번 수렴하고 있다고 말한다. 한편, 중국은 인공지능의 발전을 위해 자원을 쏟아붓고 있으며, 현재 세계에서 가장 진보된 슈퍼컴퓨터를 보유하고 있다.
기든스는 2018년 4월에 보고된 인공지능에 관한 하원 특별위원회의 일원이었다.위원회는 영국뿐만 아니라 잠재적으로 훨씬 더 광범위하게 적용하기 위해 다양한 개혁을 제안했다. 이러한 개혁은 정부와 디지털 기업 자체에 대한 개입을 유도하기 위한 공통의 윤리적 틀 내에서 이루어져야 한다. 디지털 대기업의 권력은 축소되고 민주적인 거버넌스를 거쳐야 하며, 이러한 노력은 도전적이고 문제가 있다. 인공지능은 공익을 위해 개발되어야 한다. 인공지능은 투명성과 공정성의 원칙을 따르며 인간 행위자에게 해를 끼칠 자율적인 능력이 할당되어서는 안된다. 주요 국가와 초국적 기관은 이러한 원칙이 자국의 코드와 관행에 통합되고 초국적 차원에서 적용될 수 있도록 노력해야 한다. 우려되는 것은 국가들이 인공지능 전반과 다양한 종류의 무기에 대한 적용에서 모두 주도권을 잡기 위해 경쟁하면서 인공지능 군비 경쟁이 발전할 것이라는 점이다. 블라디미르 푸틴 러시아 대통령은 2017년에 발표한 많은 대중 연설에서 "이 분야의 리더가 되는 사람은 누구나 세계의 통치자가 될 것" 인공지능의 발전을 관찰했다. 주요 강대국들 사이에서 유리한 경쟁이 벌어지면 윤리와 안전에 대한 우려가 유리한 경쟁에서 밀려날 수 있으며, 이는 이미 국제 질서에서 볼 수 있는 스트레스와 긴장을 가중시킬 수 있다.

## 구조화 이론
사회관계가 구조의 이중성이 작용한 결과 시간과 공간 속에 구조화되어 나타나는 것으로 파악하는 이론으로, 기든스에 의해 적용된 사회학 이론을 말한다.
이 접근방법에서는 행위주체와 구조가 사회학적인 설명에서 어떤 우위도 갖지 못한다는 점이 이 이론이 의도하는 내용이다. 그러나 기든스가 얼마나 자신의 목적을 성공적으로 달성하고 있는가 하는 점과, 그 자신의 연구가 개인행위자에 대한 편견을 지속적으로 나타낸다는 점에 대해서는 의견이 나뉘어 있다.

## 명예
기든스는 2004년 6월 16일 런던 엔필드 자치구 사우스게이트의 기든스 남작으로 종신 귀족으로 임명되었으며 노동당 상원의원이다.
그는 1993년에 유로파에아 학계의 일원으로 선출되었다. 그는 또한 미국 예술 과학 아카데미와 중국 사회 과학 아카데미의 회원이다.
1999년에 그는 포르투갈 정부에 의해 항해사 헨리 왕자 훈장의 대십자 훈장을 받았다.
기든스는 2002년 아스투리아스 왕자상 사회과학상을 수상했다.
2020년 6월, 기든스가 환경 문제와 기후 변화 연구에 기여한 공로를 인정받아 노르웨이 오슬로 대학교에서 아르네 네스 석좌교수 및 상을 수상했다고 발표되었다. 이전 석좌교수로는 제임스 러브록, 데이비드 슬론 윌슨, 에바 졸리가 있다.
그는 또한 다양한 대학에서 15개 이상의 명예 학위를 보유하고 있다, 최근 야기엘로니아 대학교(2015), 남호주 대학교(2016), 골드스미스, 런던 대학교(2016), 링난 대학교(2017)에서 명예 학위를 받았다.

## 저서
기든스는 34권 이상의 책과 200편 이상의 글을 쓴 작가이다. 이 책은 그의 가장 중요한 작품 중 일부를 엄선한 것이다:
- Giddens, Anthony (1971) Capitalism and Modern Social Theory: An Analysis of the writings of Marx, Durkheim and Max Weber. Cambridge: Cambridge University Press.
- Giddens, Anthony (1973) The Class Structure of the Advanced Societies. London: Hutchinson.
- Giddens, Anthony (1976) Functionalism: apres la lutte, Social Research, 43, 325–366.
- Giddens, Anthony (1976) New Rules of Sociological Method: a Positive Critique of interpretative Sociologies. London: Hutchinson.
- Giddens, Anthony (1977) Studies in Social and Political Theory. London: Hutchinson.
- Giddens, Anthony (1978) Durkheim. London: Fontana Modern Masters.
- Giddens, Anthony (1979) Central problems in Social Theory: Action, Structure and Contradiction in Social Analysis. London: Macmillan.
- Giddens, Anthony (1981) A Contemporary Critique of Historical Materialism. Vol. 1. Power, Property and the State. London: Macmillan.
- Giddens, Anthony (1982) Sociology: A Brief but Critical Introduction. London: Macmillan.
- Giddens, Anthony (1982) Profiles and Critiques in Social Theory. London: Macmillan.
- Giddens, Anthony; Mackenzie, Gavin (eds.) (1982) Social Class and the Division of Labour: Essays in Honour of Ilya Neustadt. Cambridge: Cambridge University Press.
- Giddens, Anthony (1984) The Constitution of Society. Outline of the Theory of Structuration. Cambridge: Polity.
- Giddens, Anthony (1985) A Contemporary Critique of Historical Materialism. Vol. 2. The Nation-State and Violence. Cambridge: Polity.
- Giddens, Anthony (1990) The Consequences of Modernity. Cambridge: Polity.
- Giddens, Anthony (1991) Modernity and Self-Identity: Self and Society in the Late Modern Age. Cambridge: Polity.
- Giddens, Anthony (1992) The Transformation of Intimacy: Sexuality, Love and Eroticism in Modern Societies. Cambridge: Polity.
- Beck, Ulrich; Giddens, Anthony; Lash, Scott (1994) Reflexive Modernization: Politics, Tradition and Aesthetics in the Modern Social Order. Cambridge: Polity.
- Giddens, Anthony (1994) Beyond Left and Right — the Future of Radical Politics. Cambridge: Polity.
- Giddens, Anthony (1995) Politics, Sociology and Social Theory: Encounters with Classical and Contemporary Social Thought. Cambridge: Polity.
- Giddens, Anthony (1996) In Defence of Sociology. Cambridge: Polity.
- Giddens, Anthony (1996) Durkheim on Politics and the State. Cambridge: Polity.
- Giddens, Anthony (1998) The Third Way. The Renewal of Social Democracy. Cambridge: Polity.
- Giddens, Anthony (1999) Runaway World: How Globalization is Reshaping Our Lives. London: Profile.
- Hutton, Will; Giddens, Anthony (eds.) (2000) On The Edge: Living with Global Capitalism. London: Vintage.
- Giddens, Anthony (2000) The Third Way and Its Critics. Cambridge: Polity.
- Giddens, Anthony (2000) Runaway World. London: Routledge.
- Giddens, Anthony (ed.) (2001) The Global Third Way Debate. Cambridge: Polity.
- Giddens, Anthony (2002) Where Now for New Labour? Cambridge: Polity (publisher).
- Giddens, Anthony (ed.) (2003) The Progressive Manifesto. New Ideas for the Centre-Left. Cambridge: Polity.
- Giddens, Anthony (ed.) (2005) The New Egalitarianism Cambridge: Polity.
- Giddens, Anthony; Sutton, Philip W. (2021) Sociology (9th Edition). Cambridge: Polity.
- Giddens, Anthony (2007) Europe In The Global Age. Cambridge: Polity
- Giddens, Anthony (2007) Over to You, Mr Brown - How Labour Can Win Again. Cambridge: Polity.
- Giddens, Anthony (2009) The Politics of Climate Change. Cambridge: Polity
- Giddens, Anthony; Duneier, Mitchell; Appelbaum, Richard P.; Carr, Deborah (2009) Introduction to Sociology (Seventh Edition). Cambridge: Polity.
- Giddens, Anthony; Duneier, Mitchell; Appelbaum, Richard P.; Carr, Deborah (2011) Introduction to Sociology (Eighth Edition). New York: W. W. Norton & Company.
- Giddens, Anthony; Duneier, Mitchell; Appelbaum, Richard P.; Carr, Deborah (2013) Introduction to Sociology (Ninth Edition). New York: W. W. Norton & Company.
- Giddens, Anthony; Duneier, Mitchell; Appelbaum, Richard P.; Carr, Deborah (2016) Introduction to Sociology (Tenth Edition). New York: W. W. Norton & Company.
- Giddens, Anthony; Duneier, Mitchell; Appelbaum, Richard P.; Carr, Deborah (2018) Introduction to Sociology (Eleventh Edition). New York: W. W. Norton & Company.
- Giddens, Anthony; Duneier, Mitchell; Appelbaum, Richard P.; Carr, Deborah (2021) Introduction to Sociology (Twelfth Edition). New York: W. W. Norton & Company.

## 같이 보기
- 위험사회
- 양식(사회학)